# Saropogon distinctus
Saropogon distinctus är en tvåvingeart som beskrevs av Becker 1906. Saropogon distinctus ingår i släktet Saropogon och familjen rovflugor. Inga underarter finns listade i Catalogue of Life.